# Chalkidiki
Chalkidiki of Halkidiki (Grieks: Χαλκιδική; Nederlands, verouderd: Chalcidice) is een schiereiland en regionale eenheid in Noordoost-Griekenland ten zuidoosten van Thessaloniki. Tot Chalkidiki behoren twee schiereilanden die verder de Egeïsche Zee in steken: het middelste Sithonia en het westelijke Kassandra. Het oostelijke Athos is geen onderdeel van de regionale eenheid Chalkidiki, maar een semiautonoom gebied.
Chalkidiki is bergachtig en bebost, en kent ook diverse lange stranden. Sithonia en Kassandra zijn toeristisch. Athos is een autonome monnikenstaat die slechts beperkt toegankelijk is.
Bestuurlijk behoort Chalkidiki tot de periferie Centraal-Macedonië. Tot 2010 was het een departement (nomos), sindsdien een periferie-district zonder eigen bestuur.

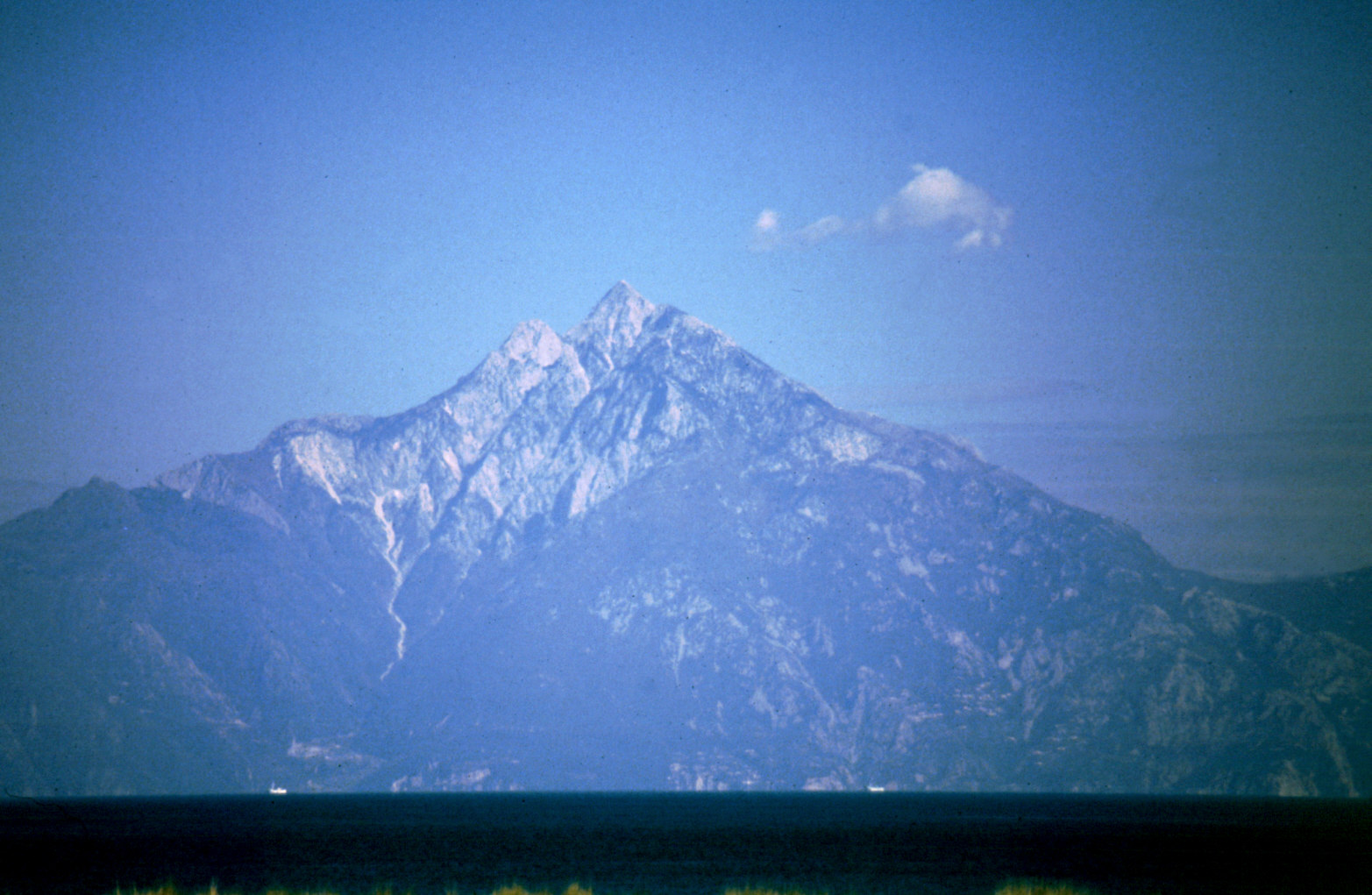
De berg Athos

## Plaatsen
Door de bestuurlijke herindeling (Programma Kallikrates) werden de departementen afgeschaft vanaf 2011. Het departement “Chalkidiki” werd een regionale eenheid (perifereiaki enotita). Er werden eveneens gemeentelijke herindelingen doorgevoerd, in de tabel hieronder “Gemeente” genoemd.
| Plaats           | Hoofdplaats (vroeger)     | Postcode | Gemeente       | Hoofdplaats van de gemeente |
| ---------------- | ------------------------- | -------- | -------------- | --------------------------- |
| Anthemountas     | Galatista                 | 630 73   | Polygyros      | Polygyros                   |
| Arnaia           |                           | 630 47   | Aristotelis    | Ierissos                    |
| Kallikratia      | Nea Kallikratia           | 630 80   | Nea Propontida | Nea Moudania                |
| Kassandra        |                           | 630 77   | Kassandra      | Kassandreia                 |
| Moudania         | Nea Moudania              | 632 00   | Nea Propontida | Nea Moudania                |
| Ormylia          |                           | 630 71   | Polygyros      | Polygyros                   |
| Pallini          | Pefkochori Chanioti       | 630 85   | Kassandra      | Kassandreia                 |
| Panagia          | Mega Panaria              | 620 76   | Aristotelis    | Ierissos                    |
| Polygyros        |                           | 631 00   | Polygyros      | Polygyros                   |
| Sithonia         | Agios Anathasios (Nikiti) | 630 88   | Sithonia       | Nikiti                      |
| Stagira-Akanthos | Ierissos                  | 630 72   | Aristotelis    | Ierissos                    |
| Toroni           | Sykia                     | 630 72   | Sithonia       | Nikiti                      |
| Triglia          | Nea Triglia               | 630 79   | Nea Propontida | Nea Moudania                |
| Zervochoria      | Palaiochora               | 630 73   | Polygyros      | Polygyros                   |

Chalkidiki · Imathia · Kilkis · Pella · Piëria · Serres · Thessaloniki
Acarnanië · Achaea · Aenianië · Aetolië · Aperantië · Arcadië · Argolis · Athamanië · Attica · Boeotië · Chalkidiki · Chaonië · Dassaretië · Dolopië · Doris · Elis · Epirus · Evia · Histiaeotis · Korinthië · Laconië · Lokris · Macedonië · Magnesië · Malis · Megaris · Messenië · Molossis · Mygdonië · Oetaea · Parauaea · Pelagonië · Pelasgiotis · Perrhaebië · Phocis · Phthiotis · Piërië · Thesprotië · Thessaliotis · Thessalië · Tymphaea